# Vero (cellule)
Pour les articles homonymes, voir Vero (homonymie).

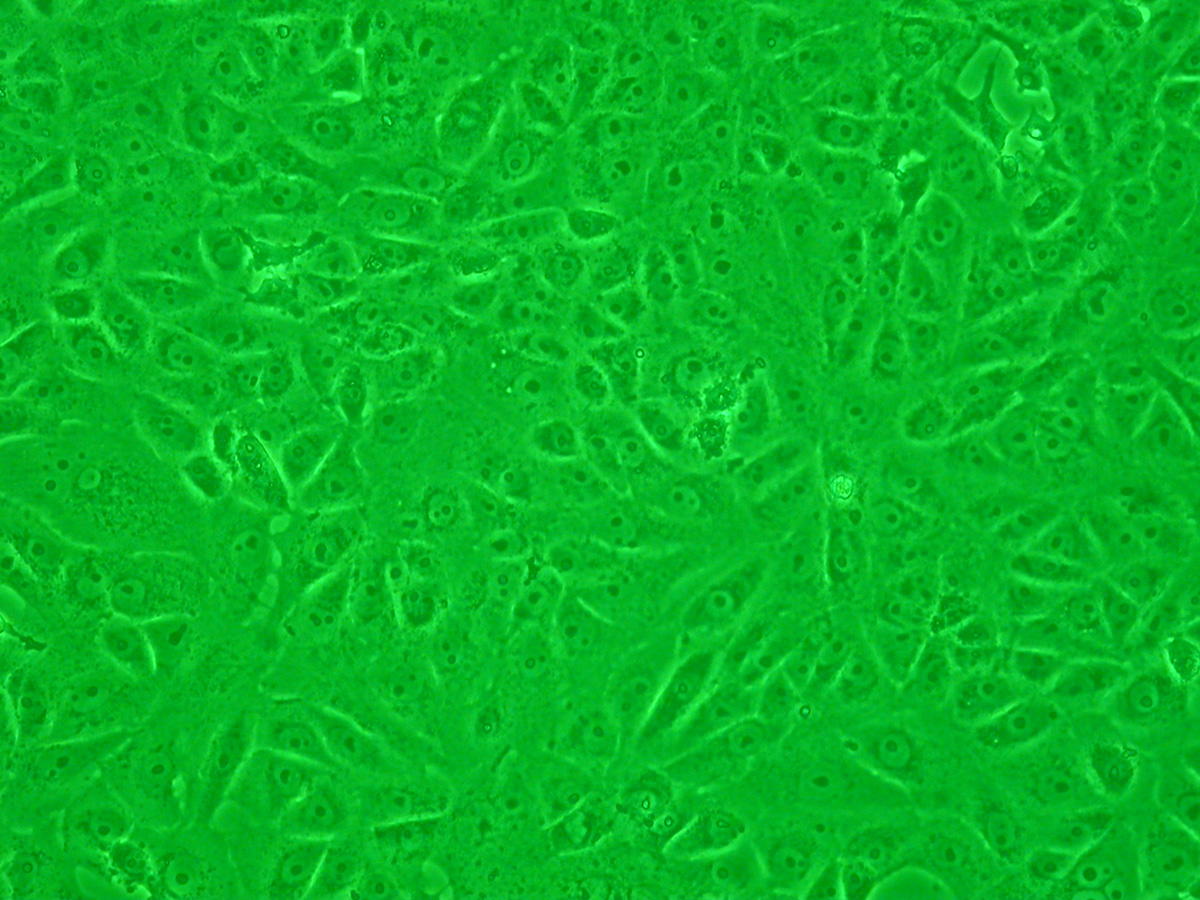
Cellules Vero en microscopie en contraste de phase. (sous lumière verte. Grossi 100X)

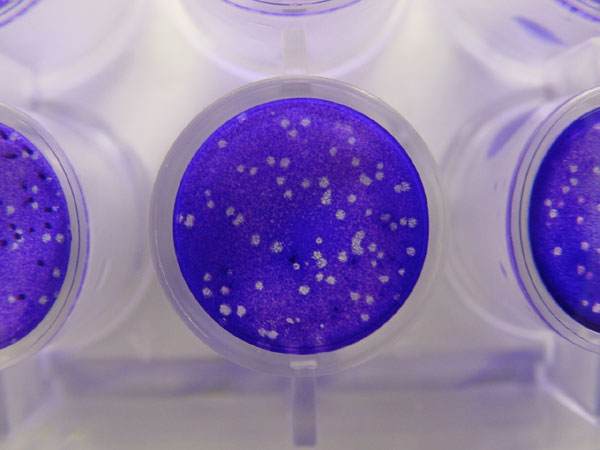
Exemple de formation de plaques virales sur une culture de cellules Vero. Ces dernière se sont développées au fond d'une petite boite de Petri (1,5 cm de diamètre), puis ont été infectées par le virus de l'herpès simplex (environ 75 unités de formation de plaque), puis cultivées durant une nuit pour produire des plaques virales. Les cellules Vero vivantes sont colorées en bleu par du cristal violet (qui colore densément en bleu le cytoplasme de la cellule). Chaque plaque virale transparente désigne une plage où des virions d'herpès ont tué les cellules.

Les cellules Vero sont une lignée cellulaire utilisée pour les cultures cellulaires.
La lignée Vero fut isolée à partir de cellules épithéliales de rein extraites d'un singe vert africain (Chlorocebus esp.; précédemment nommée Cercopithecus aethiops, ce groupe de singes ayant été subdivisé en plusieurs espèces différentes). La lignée a été développée le 27 mars 1962, par Yasumura et Kawakita à l'Université de Chiba à Chiba, au Japon. La souche originale fut nommée « Vero » d'après l'abréviation de « Verda Reno », qui signifie « rein vert » en espéranto, tandis que « vero » signifie « vérité » dans cette même langue.
Les cellules Vero sont utilisées dans plusieurs buts, dont :
- la recherche de toxine d'Escherichia coli, d'abord nommée « toxine Vero » d'après cette souche de cellules, et plus tard renommée « Shiga-like toxin » à cause de sa ressemblance avec la toxine de la Shigelle, causant la dysenterie chez l'homme ;
- comme cellules hôtes pour la culture de virus ; par exemple, pour mesurer la réplication en présence ou en absence de médicaments expérimentaux, pour déterminer la présence du virus de la rage, ou la culture de virus à fins de recherche ou de préparation de vaccins ;
- comme cellules hôtes pour les parasites eucaryotes, spécifiquement les Trypanosomatides.

La lignée cellulaire Vero est continue et aneuploïde. Une lignée cellulaire continue peut être répliquée de multiples fois sans devenir sénescente. L'aneuploïdie est la propriété de posséder un nombre anormal de chromosomes.
Les cellules Vero sont déficientes en interféron ; contrairement aux cellules mammaliennes normales, elles ne sécrètent pas d'interféron de type 1 une fois infectées par des virus. Cependant, elles ont toujours le récepteur interféron-alpha/beta et répondent donc normalement lorsque de l'interféron d'une autre source est ajouté à la culture.

## Souches
- Vero (ATCC No. CCL-81)

Isolée à partir de cellules rénales de C. aethiops le 27 mars 1962.
- Vero 76 (ATCC No. CRL-1587)

Isolée à partir de Vero en 1968.
- Les cellules Vero E6  sont un clone de la souche 76.
- Souches de recherche transfectées avec des gènes viraux :

Vero F6 est une cellule transfectée avec le gène codant la glycoprotéine-H (gH) d'entrée du virus HHV-1.  Vero F6 a été transfecté à l'aide d'un plasmide concatené contenant le gène gH d'après une copie de la région promotrice de la glucoprotéine-D (gD) du HHV-1. Chez la lignée Vero F6, l'expression du gH est sous le contrôle de la région promotrice du gD. (Voir F6B2; obs. F6B1.1)